# Leiomya halimera
Leiomya halimera är en musselart som beskrevs av Dall 1886. Leiomya halimera ingår i släktet Leiomya och familjen Cuspidariidae. Inga underarter finns listade i Catalogue of Life.